# Orsocoma macrogona
Orsocoma macrogona är en fjärilsart som beskrevs av Edward Meyrick 1921. Orsocoma macrogona ingår i släktet Orsocoma och familjen spinnmalar. Inga underarter finns listade i Catalogue of Life.